# Limace
Pour les articles homonymes, voir limace (homonymie).
 (mai 2009).
Si vous disposez d'ouvrages ou d'articles de référence ou si vous connaissez des sites web de qualité traitant du thème abordé ici, merci de compléter l'article en donnant les références utiles à sa vérifiabilité et en les liant à la section « Notes et références ».
Taxons concernés
Dans l'infra-ordre des Stylommatophora :
- Entre autres les familles :
  - Arionidae
  - Limacidae
  - etc.modifier

Limace est un nom vernaculaire ambigu désignant en français certains gastéropodes sans coquille externe appartenant à l'infra-ordre des stylommatophores. Les limaces mesurent de 1 à 30 cm et peuvent peser de 1 à 40 g. Comme les autres stylommatophora, elles ont quatre tentacules dont deux qui ont des yeux. Les autres sont utilisés pour capter les odeurs et sont sensibles aux goûts. Elles peuvent être phytophages ou carnivores.
Les plus grandes limaces sont aussi appelées des loches. Il existe des animaux aquatiques d'aspect approchant, dits limaces de mer et lièvres de mer.

## Zoonymie
Limace vient du latin limax emprunté au grec ancien λίμνη / leimon signifiant « eau stagnante, marais, lieu
humide », en référence aux microhabitats humides de ces gastéropodes. C'est cette racine grecque qui a également donné le terme limon et limnologie en français.

## Histoire évolutive

Multiples sorties des eaux au sein de plusieurs groupes d'organismes vivants. Les ancêtres des gastéropodes terrestres étaient marins. Grâce à l'évolution des branchies en poumons, certains gastéropodes intertidaux s'aventurent sur la terre durant le Carbonifère. La littorine bleue montre cette transition par la réduction de ses branchies et une augmentation de l'épithélium vasculaire qui permet à la respiration pulmonaire de suppléer la respiration branchiale. Espèce de littorine de l'étage supra-littoral la plus résistante à la dessiccation, elle survit à une émersion de plusieurs mois en réduisant ses flux respiratoires afin de limiter la déshydratation, et en s'oxygénant par une respiration tégumentaire.

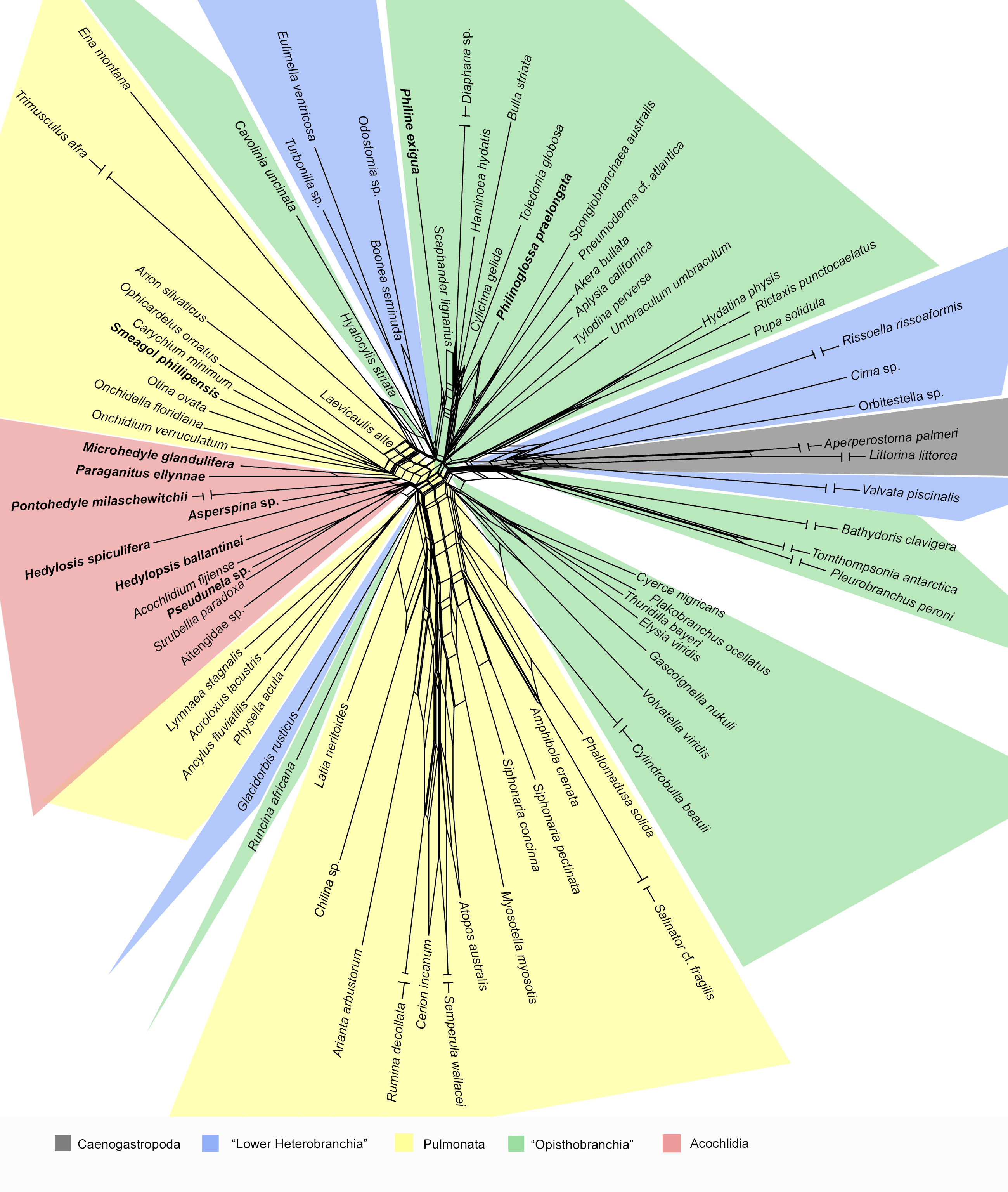
Arbre phylogénétique des hétérobranches. Les relations phylogénétiques au sein de chaque groupe ne sont pas simples car des formes similaires de corps et de coquilles, ainsi que les processus de limacisation sont apparus plusieurs fois indépendamment. Il en résulte que la monophylie des groupes est loin d'être établie en l'état actuel des connaissances.

Les ancêtres des limaces habitaient les mers. Ils ont évolué et se sont transformés au cours du temps, pour donner aujourd'hui quelque 103 000 espèces différentes, marines ou terrestres. L'évolution la plus importante a été la perte des branchies au profit des poumons : la disparition de la cavité palléale au cours de l'organogénèse est remplacée, à son voisinage, par la formation d'un sac dont la paroi supérieure est richement vascularisée, constituant un poumon ou mieux une poche pulmonaire. Par suite de la disparition de la cavité palléale, l'anus et les conduits excréteurs s'ouvrent directement à l'extérieur, au voisinage immédiat du pneumostome (« bouche pulmonaire »). L'adaptation terrestre est imparfaite : la respiration pulmonaire est peu efficace car le poumon a une petite surface non plissée et est faiblement ventilé (ventilation de la cavité pulmonaire assurée par la musculature du plancher du poumon et des cycles de fermeture-ouverture du pneumostome). Cette réduction de surface d'échange des gaz respiratoires est compensée par une respiration tégumentaire (appelée aussi respiration cutanée). Une autre adaptation au milieu terrestre est la production d'un mucus très particulier qui réduit la dessiccation superficielle. La nécessité d'échapper à la dessiccation explique que les limaces sont plus actives la nuit ou par temps humide. Par temps sec, elles trouvent abri pendant la journée dans tous des microhabitats humides (sous les pierres, les branches mortes, dans la litière, à la base des plantes…). La survie pendant les périodes les plus sèches est assurée par l'enfouissement dans le sol.
Le groupe des gastéropodes sans coquille, c.-à-d. les limaces, est considéré comme un grade polyphylétique, car le processus de limacisation (perte et/ou recouvrement de la coquille volumineuse qui améliore la manœuvrabilité de ces invertébrés terrestres en leur permettant de trouver plus rapidement leur nourriture et de glisser plus facilement dans leurs cachettes) s'est produit indépendamment dans plus de dix lignées différentes (phénomène d'évolution convergente qui permet à la masse viscérale de s'allonger et de s'aplatir),.
La phylogénie des Stylommatophores au sein des Gastéropodes terrestres reste discutée.

## Classification

### Espèces

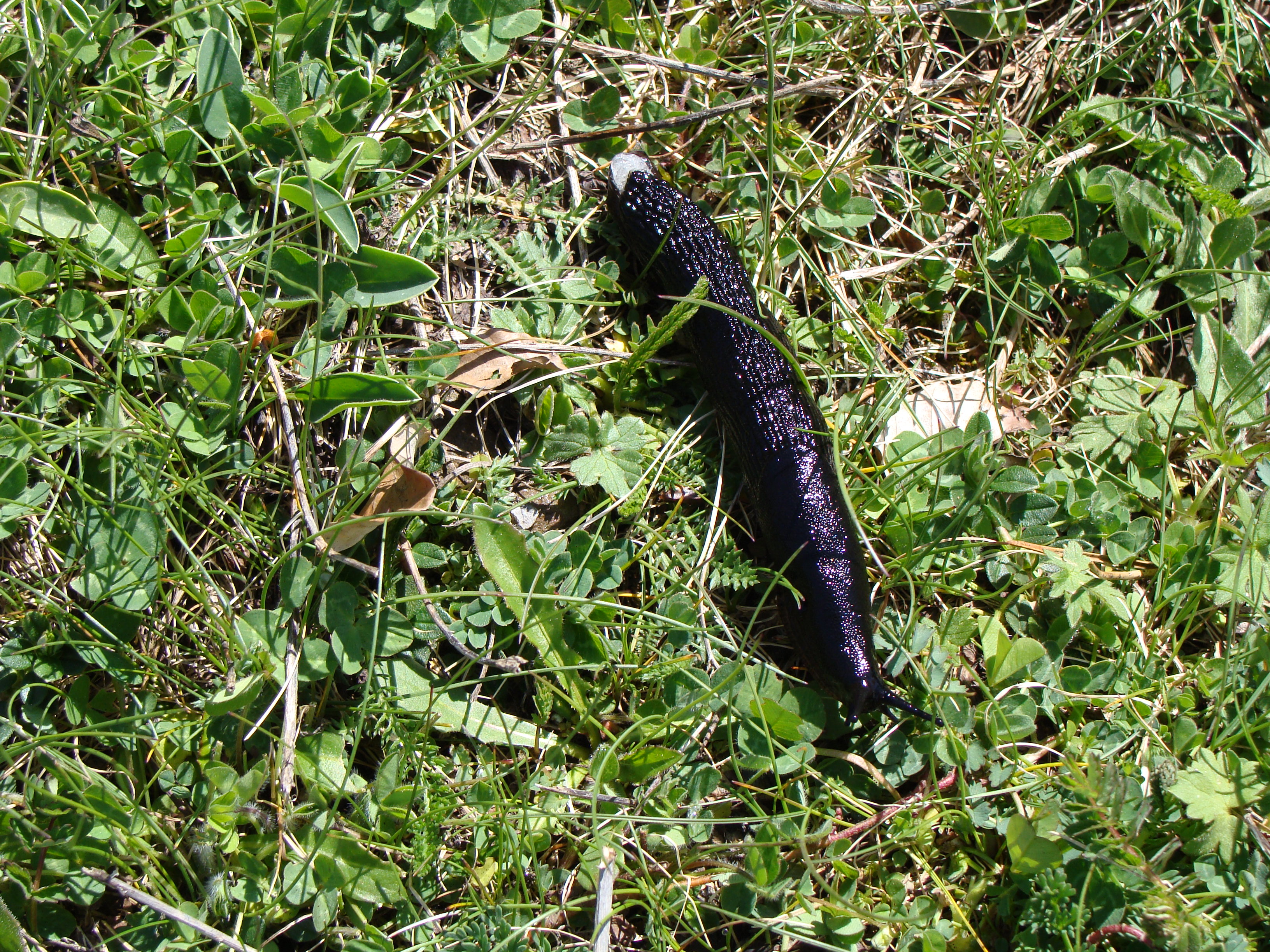
Limace au cirque de Gavarnie en mai.

- Grosse limace rouge ou Grande Loche : Arion rufus
- Limace des jardins ou Loche noire : Arion hortensis
- Loche méridionale : Arion vulgaris
- Grande limace grise : Limax maximus
- Petite limace grise ou Loche laiteuse : Deroceras reticulanum
- Grosse limace jaune : Limax flavus
- Limace jaune des bois : Malacolimax tenellus
- Limace agreste ou Loche blanche : Deroceras agreste
- Petite loche maritime : Deroceras panormitanum

## Description

1) Queue
2) Bouclier ou manteau
3) Tentacules supérieurs
4) Tentacules inférieurs
5) Pneumostome
6) Pied
7) Sole de reptation

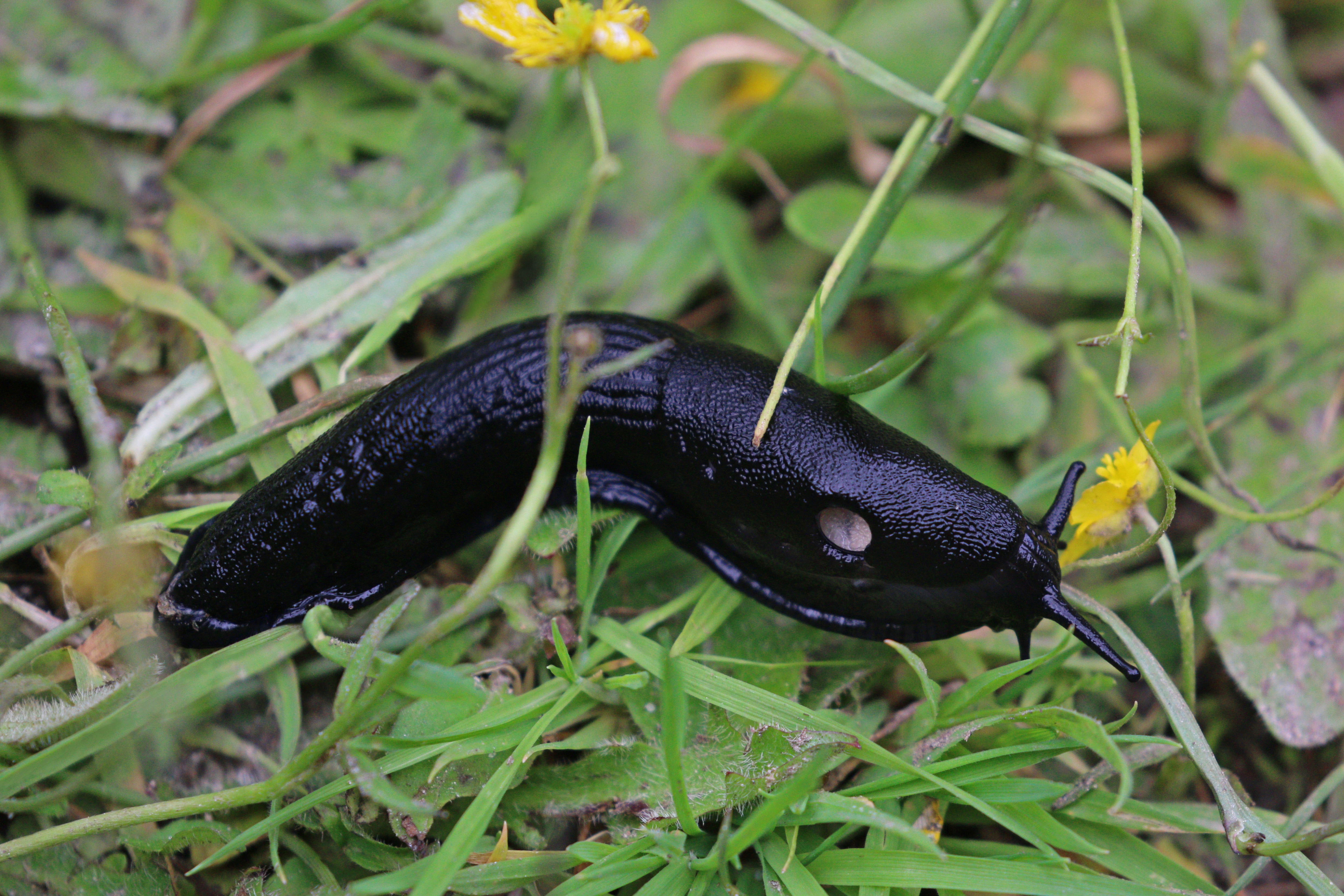
Observation du pneumostome chez la limace noire.

Les limaces mesurent entre 1 et 30 cm. Elles ont un corps mou, non segmenté, sans squelette interne, ayant une forme allongée et profilée. Leur masse viscérale située le long du pied est recouverte par le manteau.
Leur corps peut être divisé ainsi :
- Crête médiodorsale
- Bouclier ou manteau
- Tentacules
- Glande muqueuse caudale
- Sole de reptation

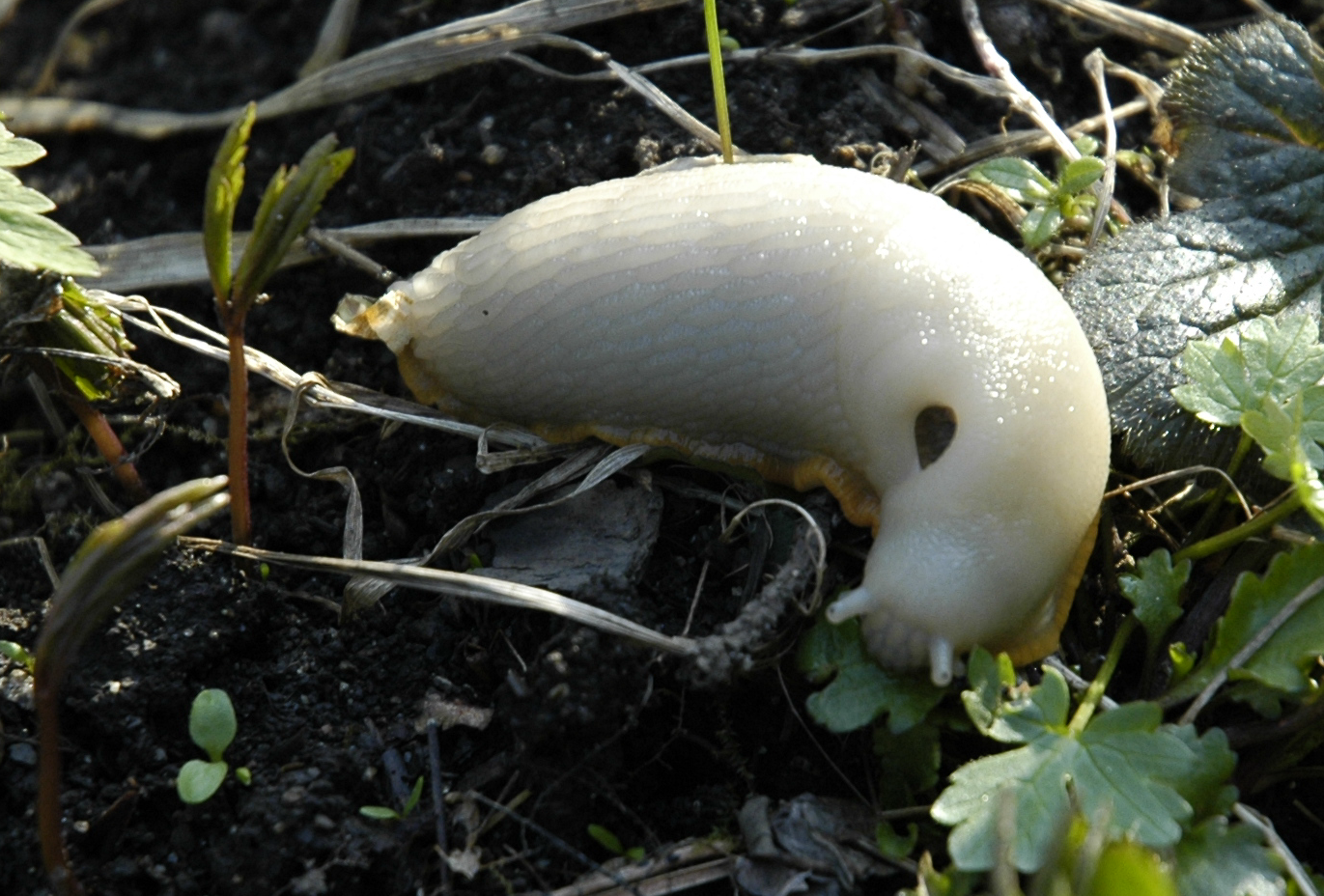
Les limaces sont généralement brunes, rougeâtres ou noires, exceptionnellement blanches

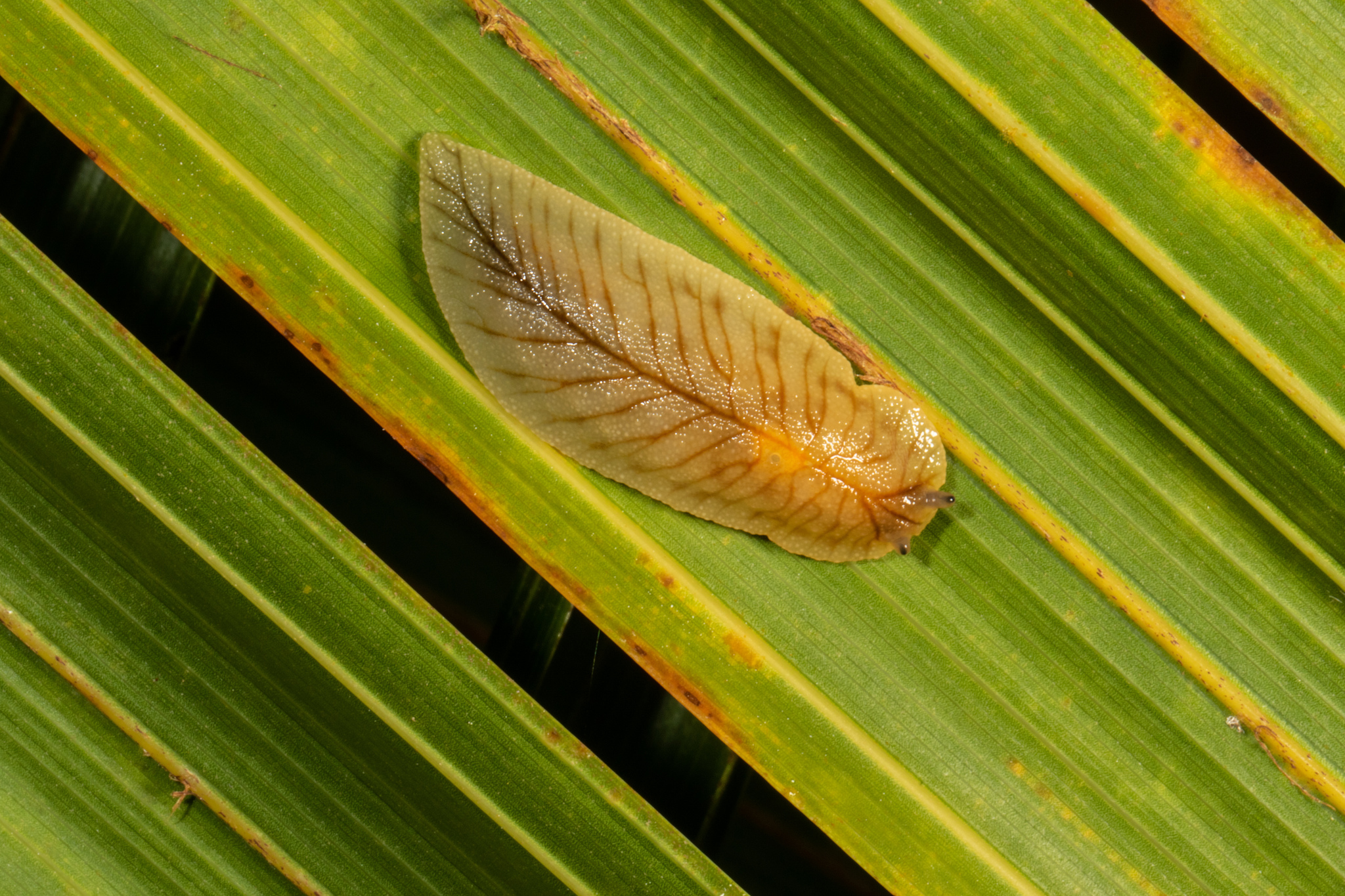
Les Athoracophoridae ont la particularité de n'avoir qu'une seule paire de tentacules. La coquille est réduite à des granulations calcaires visibles sous le manteau.

La tête est munie généralement de deux paires de tentacules situés au-dessus de la bouche. Ces organes sensoriels sont creux, rétractiles et invaginables en entier dans l'intérieur de la tête et presque toujours. Les tentacules antérieurs ou inférieurs sont des organes tactiles et olfactifs. Les tentacules postérieurs ou supérieurs portent, à leur extrémité, les taches oculaires (qui vont des ocelles simples aux yeux complexes à lentille) mais constituent aussi des organes tactiles et olfactifs. Les limaces sont en effet des animaux principalement nocturnes, si bien que leurs principaux organes sensoriels sont des récepteurs olfactifs situés dans l'épithélium des quatre tentacules (les antérieurs sont principalement impliqués dans la chimioréception de contact et le suivi d'une trace de mucus d'un congénère, les postérieurs dans l'orientation par anémotaxie négative et gradient de concentration). La bouche comporte deux mâchoires avec de petites dents et une langue, la radula, elle aussi dentée.
Le manteau qui a la forme d'un bouclier charnu dorsal, couvre environ le tiers de la région antérieure dorsale du corps. Le bord antérieur de ce manteau forme un rabat dans lequel la tête de l’animal peut se rétracter pour se protéger. Le bouclier dorsal recouvre une petite lamelle de calcaire (appelée limacelle) ou quelques concrétions calcaires (accumulation de grains formant la pseudo-limacelle), vestiges de la coquille. Cette coquille résiduelle cachée sous le manteau peut aussi être très petite à l'extrémité postérieure ou avoir complètement disparu. On observe, sur la droite du bouclier, l'orifice respiratoire de l'animal que l'on appelle aussi pneumostome qui fait communiquer la cavité palléale transformée en poumon unique avec le milieu extérieur. La position de cet orifice est un caractère diagnostique. Le pneumostome agit comme un diaphragme permettant le passage ou la rétention de l'air. Les mouvements cycliques de son ouverture sont assurés par la contraction des muscles inférieurs de la cavité palléale. La fréquence d'ouverture et de fermeture du pneumostome est généralement inférieure à 0,5 fermeture par minute chez les escargots et les limaces entièrement hydratés, et augmente à mesure que l'animal est déshydraté.
La partie caudale est la partie située en arrière du bouclier.
Le pied est la partie ventrale et musclée de l'animal. Il adhère au sol grâce à la sole de reptation.

### Mucus
Le mucus des limaces est une sécrétion colloïdale complexe à haute viscosité produite par des glandes spécialisées. Assurant une fonction de lubrifiant, il est indispensable à leur progression. Il protège efficacement les limaces de la déshydratation et du rayonnement infrarouge. Mais surtout grâce à ses propriétés antibiotiques, il les protège des infections virales, bactériennes et fongiques auxquelles ces animaux seraient, sans cette protection, très exposés.
Lorsque la limace est soumise à une agression mécanique ou chimique, elle produit immédiatement un surplus de mucus, qui la rend particulièrement visqueuse, ce qui pourrait peut-être parfois lui permettre d'échapper à des prédateurs maladroits, en dépit de sa lenteur. Il est possible que le mucus serve aussi à détoxiquer l'animal qui peut ainsi évacuer certains polluants ingérés avec les végétaux.
Lors du déplacement, une glande située à l'extrémité avant du pied sécrète ce mucus qui est écrasé sous la sole de reptation et leur permet de glisser. Une partie reste sur le sol sous forme d'un film très fin aux reflets irisés qui peut constituer une piste olfactive permettant aux individus de se retrouver pour se reproduire.
Les propriétés colloïdales du mucus de la limace pourraient jouer un rôle dans le bon déroulement du processus d'humification de la litière et peut-être également pour la digestion des oiseaux ou animaux qui la mangent volontairement ou involontairement (comme les vaches, moutons ou chèvres réputés herbivores, mais qui ingèrent de nombreux invertébrés avec leur nourriture), mais ces questions n'ont pas fait l'objet d'études poussées.
Il semble que le mucus de limace ait pu avoir des usages médicinaux dans le passé (contre les affections pulmonaires ou de l'estomac). En dépit de ses propriétés peu communes, il ne semble pas non plus avoir été l'objet d'études pharmacologiques ou ethnopharmacologiques poussées.

## Biologie
La limace est un animal à sang froid, essentiellement nocturne ou qui n'est actif que par temps très humide. Son activité varie beaucoup selon les périodes de l'année, la température et l'humidité.
Le cycle de vie des limaces, tout comme leur densité de population, la vitesse de leur reproduction et leur croissance sont conditionnés par les conditions climatiques, la lumière et la nourriture disponible. Les hivers doux favorisent le taux de survie des œufs, des jeunes limaces et leur développement. Les hivers secs et froids peuvent induire une diminution des populations vivant sur une parcelle.

## Écologie
L'activité de la limace varie beaucoup selon l'espèce et au sein de l'espèce selon les individus, et pour un même individu, d'un jour à un autre.
Enterrées durant la journée, les limaces sortent en général la nuit et ne s'activent que dans une fourchette de conditions thermo-hygrométriques (minima/maxima).
Les limaces horticoles s'immobilisent en dessous de 5 °C. L'optimum de températures des limaces grises se situe aux alentours de 18 °C. Elles sont inactives à 0 °C. Les limaces meurent à −3 °C, mais elles se sont en général enfouies en profondeur avant l'arrivée du gel.
Sans eau ou humidité, la limace ne peut pas produire de mucus et par conséquent ne peut pas se déplacer. Elle se réfugie dans le sol pour attendre le retour des pluies.

### Alimentation

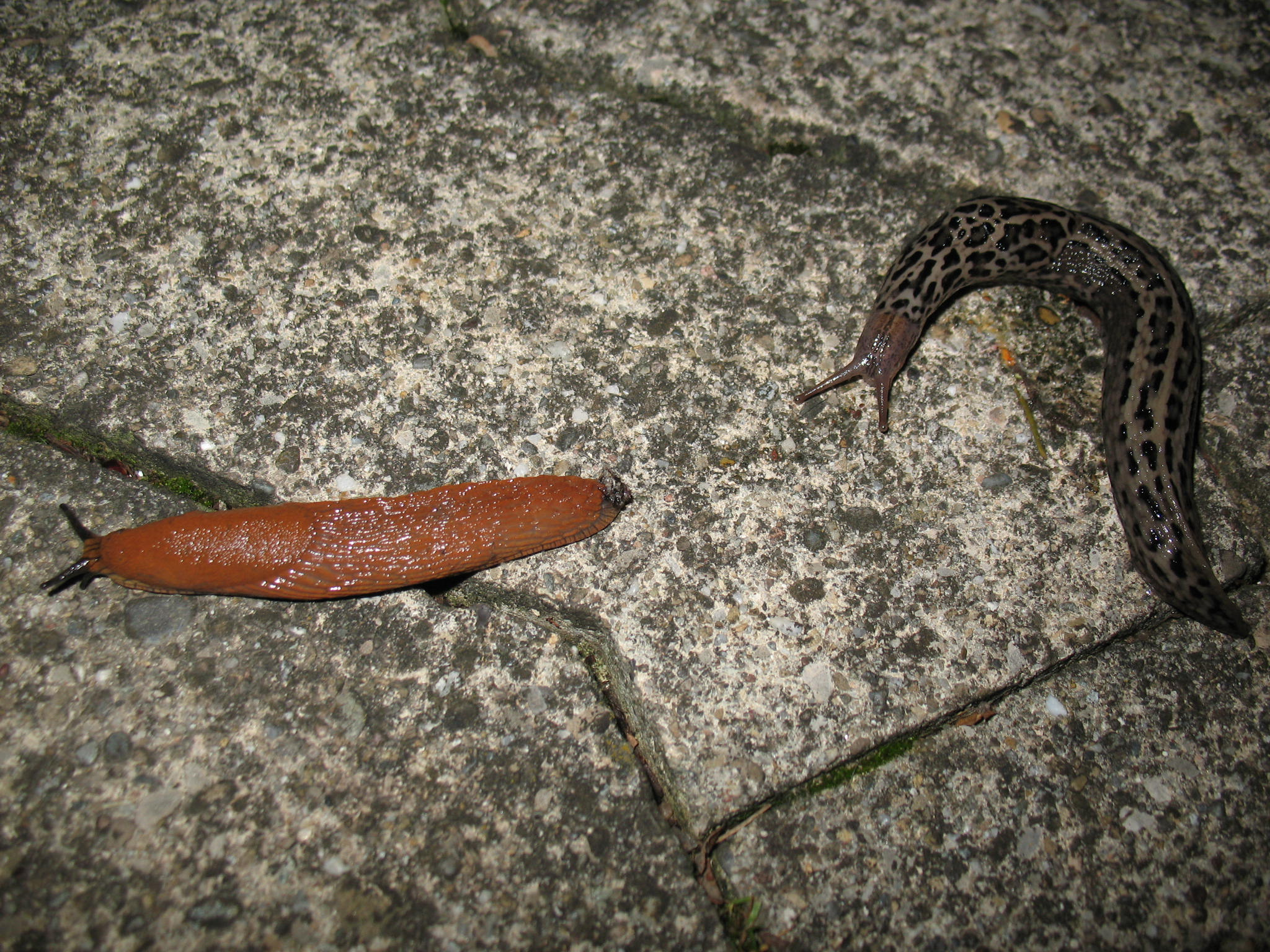
Une Limace léopard (Limax maximus) chassant une Grande loche (Arion rufus).

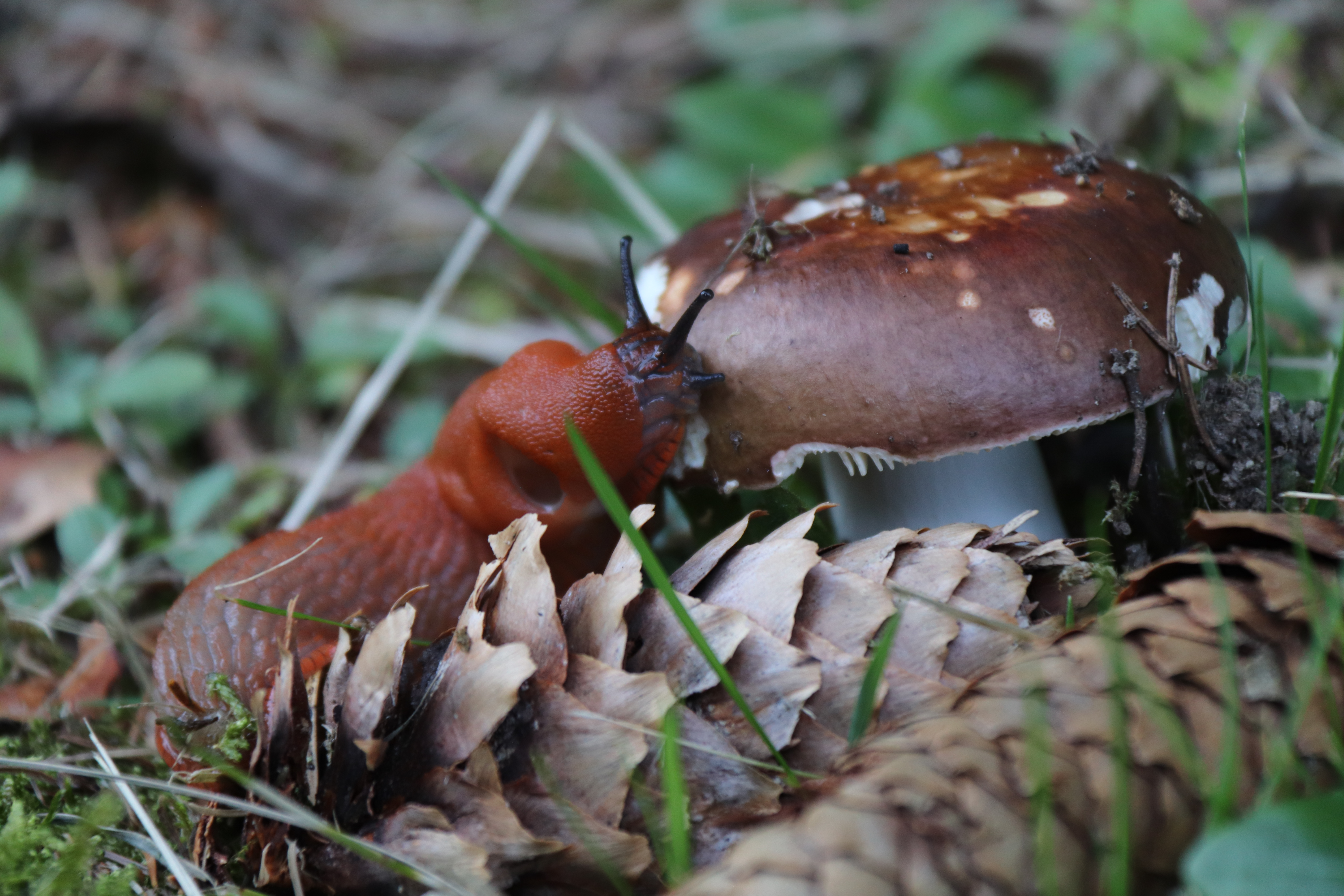
Limace en pleine mycophagie, à l'origine de la croyance erronée selon laquelle un champignon comestible pour cet animal l'est aussi pour l'homme. En réalité, beaucoup de gastéropodes terrestres possèdent un arsenal enzymatique doté de grandes capacités de détoxifier les toxines fongiques, contrairement à l'homme.

Les limaces sont omnivores : elles ont une nourriture variée, le plus souvent composée de végétaux mais elles peuvent aussi consommer des champignons et des déchets animaux, être détritivores, voire carnivores (limace léopard).
Les limaces, comme beaucoup de gastéropodes terrestres, montrent des préférences alimentaires liées à la teneur des végétaux ou champignons en toxiques (alcaloïdes, terpènes, glucosinolates), évités par les autres prédateurs. La capacité à consommer ces métabolites secondaires est due à la présence, entre autres, d'un système de détoxication puissant et inductible impliquant des structures de dégradation des composés toxiques (via des enzymes de la glande digestive des limaces qui catalysent des réactions d'hydrolyse, d'oxydation et de réduction), des structures de séquestration moléculaire (par complexation avec des enzymes de conjugaison) et intracellulaire (compartimentation des toxiques au sein des vacuoles, ce qui les isole du reste des cellules et facilite leur dégradation).
La grosse limace et la petite limace grise consomment plutôt les plantes à la surface du sol et semblent attirées par des plantes déjà endommagées. En période de sècheresse, les petites limaces vivent plutôt dans le sol et grignotent alors les parties souterraines des plantes ou les champignons poussant sur des végétaux en décomposition.
Une limace peut ne pas manger durant plusieurs jours et ingérer jusqu'à l'équivalent de la moitié de son poids en une seule nuit. La limace grise absorbe entre 30 et 50 mg par jour, mais la grosse limace peut ingurgiter entre 5 et 10 g par jour. Certaines limaces se nourrissent en une seule fois, d'autres s'alimentent à plusieurs reprises au cours d'une même nuit.
Il existe également des limaces carnivores, comme les Testacelles, qui se nourrissent notamment de vers de terre ou d'autres mollusques.

### Reproduction

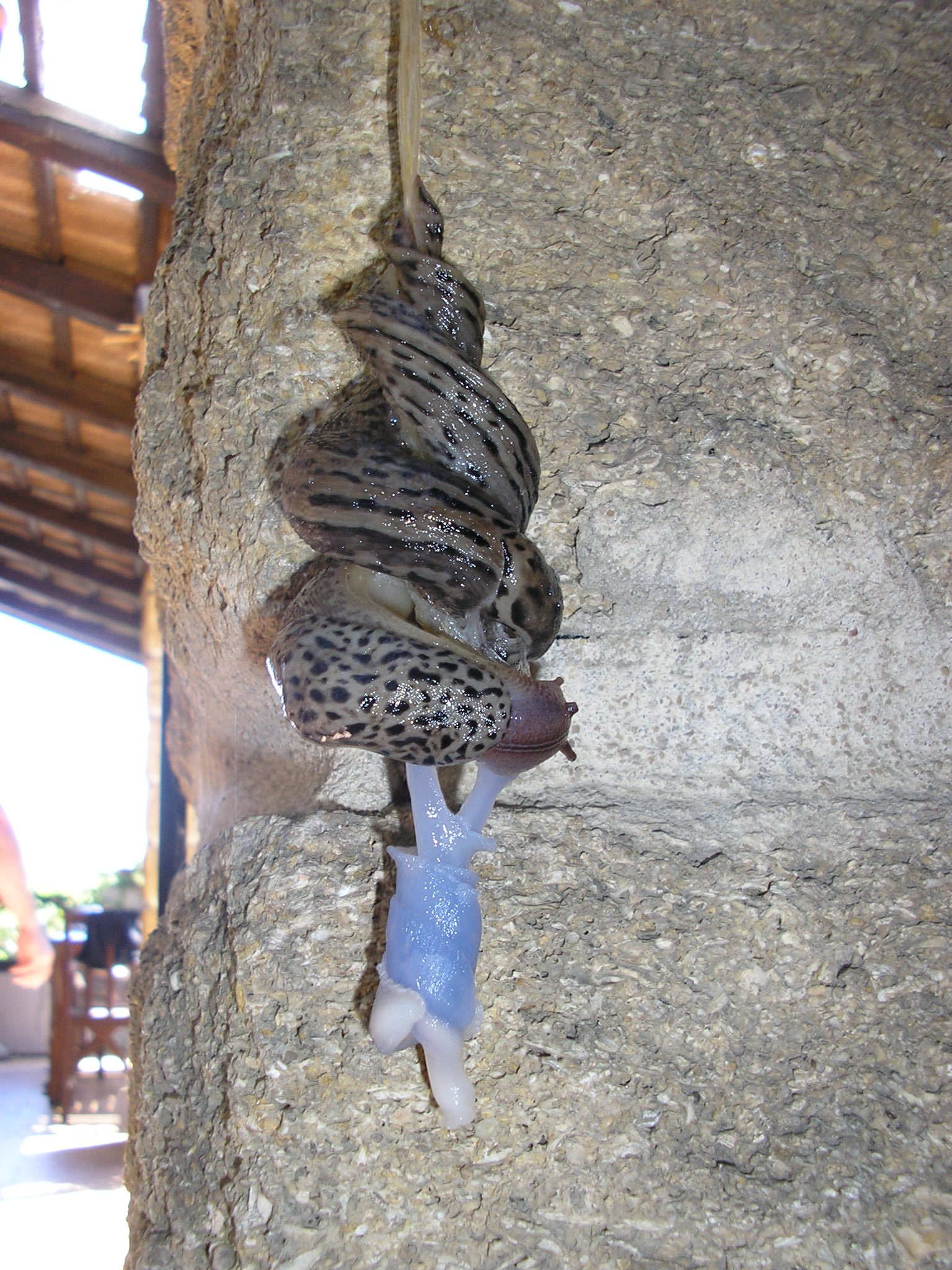
Accouplement de deux limaces (Limax maximus).

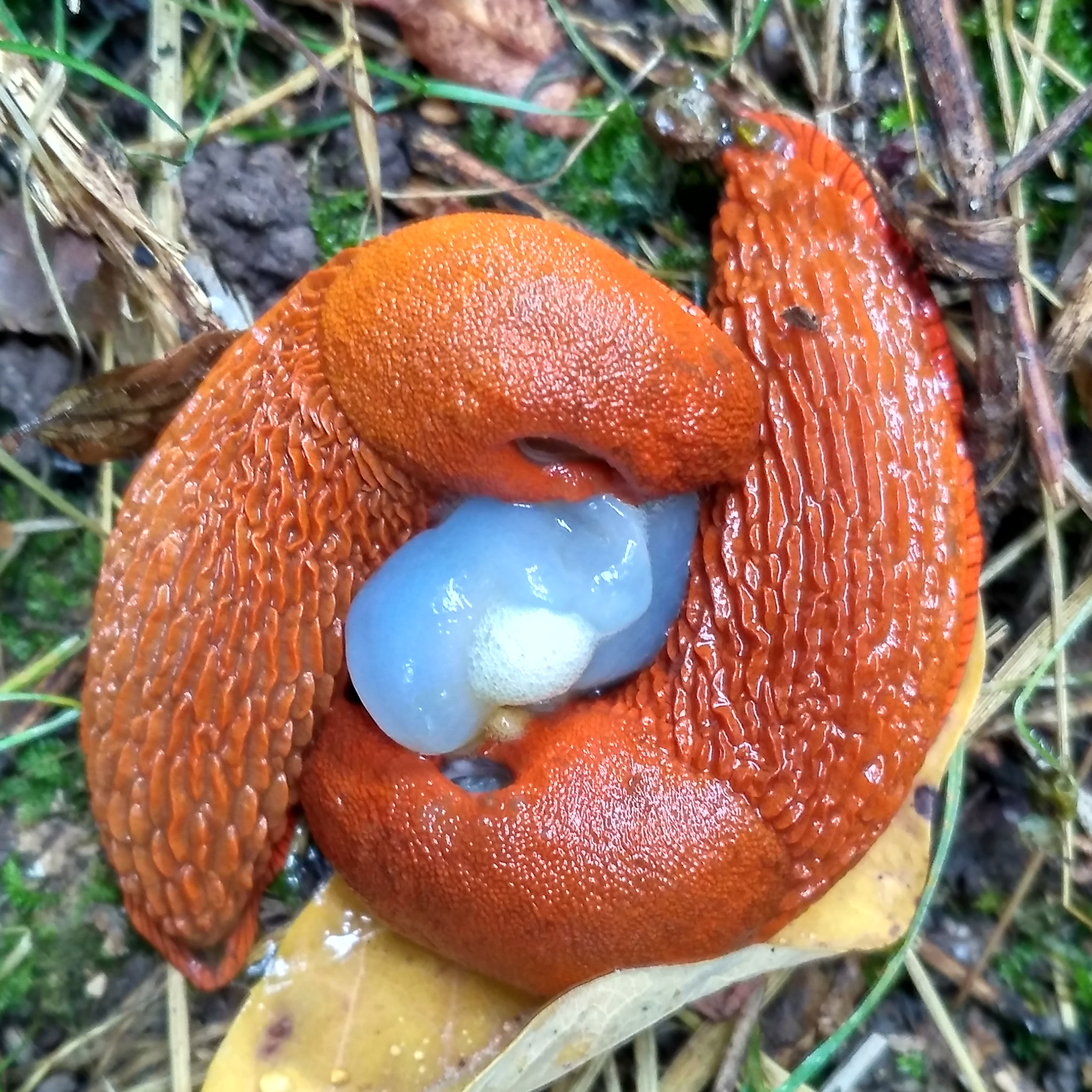
Accouplement de limaces rouges (Arion rufus). En bleu la masse génitale dévaginée.

Comme l'escargot, la limace est hermaphrodite, c’est-à-dire qu'un même individu est à la fois mâle et femelle. Les organes mâles sont d'abord activés, puis c'est au tour des organes femelles. Le déclenchement de ces deux phases de l'activité sexuelle est régulé par un système hormonal. 
La limace pond les œufs entre quelques jours et plusieurs semaines après l'accouplement selon l'espèce. Une limace peut pondre entre 100 et 500 œufs en paquets de 10 à 50. Elle les dépose dans un trou creusé dans la terre ou sous un abri. Les œufs sont sphériques, jaune blanchâtre ou transparents.
La durée d'incubation des œufs dépend des conditions climatiques, en particulier des températures. À 5 °C, l'incubation durera jusqu'à trois mois alors qu'à 20 °C, deux à trois semaines suffisent. L'humidité du sol doit être comprise entre 40 et 80 %.
Les limaces peuvent donner naissance à une génération par an, une tous les deux ans ou deux par an. Les périodes les plus favorables pour la reproduction sont l'automne et le printemps.
À l'éclosion des œufs, les limaçons mesurent quelques millimètres et sont transparents. Les limaces vivent de neuf à dix-huit mois selon les espèces et la région. La limace grise, par exemple, évolue en une génération par an dans les régions à hiver rigoureux, en deux générations par an dans les régions à hiver doux. 
En revanche, la limace noire se développe en une seule génération par an quelle que soit la région.
Certaines espèces de limaces ont recours à l'apophallation lors de la reproduction.

### Déplacements
Les limaces se déplacent peu. Elles peuvent parcourir en conditions optimales entre 4 et 7 m quotidiennement pour la limace grise, 2 et 3 m pour la limace noire. Lorsqu'elles se situent dans une parcelle où la végétation est abondante, les limaces ne se dispersent pas de plus de 50 cm par jour.
Elles repèrent leur nourriture grâce à leurs organes olfactifs et à des papilles gustatives.

### Importance écologique
Elles ont une fonction écologique importante en intervenant dans le contrôle de la végétation et dans le recyclage de la nécromasse. Elles offrent une source de nourriture importante pour de nombreuses espèces dont les oiseaux ou les Erinaceus.

## Régulation des populations

### Facteurs de développement des limaces
Certains facteurs favorisent le développement des limaces :
- Humidité : hygrométrie de l'air ou humidité du sol dans les 5 premiers centimètres de la surface.

- Température : la quantité de nourriture ingérée dépend de la température : maximum entre 15 et 20 °C.

- Type de sol : sols aérés, motteux et caillouteux, surtout argileux et argilo-calcaires, parfois les sols limoneux, Rarement dans les sols sableux. La présence de matière organique, débris végétaux, résidus de récolte et la proximité de talus, de bois, de prairies et de jachère sont également des facteurs propices.

- Préparation du sol : réduction de la façon culturale et semis trop superficiels.

- Précédentes cultures : colza, céréales à paille, prairies et jachère, débris après moisson, plantation de culture intermédiaire.

- Autres facteurs : irrigation, semis directs, présence de paille.[réf. nécessaire]

### Prédateurs
Les limaces possèdent de nombreux prédateurs malacophages :
- la plupart des oiseaux, notamment les poules et le canard coureur indien, utilisable en permaculture pour lutter contre les limaces,
- de nombreux insectes dont les carabes (en particulier : Anchomenus dorsalis (œufs[pas clair]), Carabus auratus, Carabus monilis et Carabus splendens[20], Pterostichus vulgaris, Poecilus cupreus, Pseudoophonus rufipes et Abax ater), décimés par les pesticides et l'arrachage des haies, l'escargot de Bourgogne (qui mange les œufs)[réf. nécessaire], le ver luisant et ses larves, les chilopodes, Ischyropsalididae (c'est un faucheux, qui mange surtout des escargots), Ocypus olens.
- des mammifères tels que les taupes, les hérissons, les musaraignes, les rats et les blaireaux,
- les crapauds, les grenouilles, les orvets et les lézards, mais ils n'éliminent jamais la totalité des limaces.

### Lutte
Les limaces sont source de problèmes pour les agriculteurs et les jardiniers, problèmes qui ont justifié la production de pesticides spécialisés (anti-limaces ou limacides), qui se sont hélas avérés polluants et toxiques pour beaucoup d'autres espèces. Les méthodes alternatives sans toxiques étant peu compatibles avec l'agriculture intensive, les limaces, comme les escargots et de nombreux invertébrés ont beaucoup reculé ou disparu d'une grande partie de leur habitat, victimes des pesticides
Par ailleurs elles peuvent transmettre un nématode (Angiostrongylus vasorum) à divers animaux.

#### Méthodes naturelles de lutte
- Méthode préventive : Griffer le sol l’hiver pour mettre les œufs à découvert. Ils se dessécheront au soleil ou seront mangés par leurs prédateurs. La limace pond ses œufs à 10 cm de la surface de la terre[21]..
- Collecte manuelle

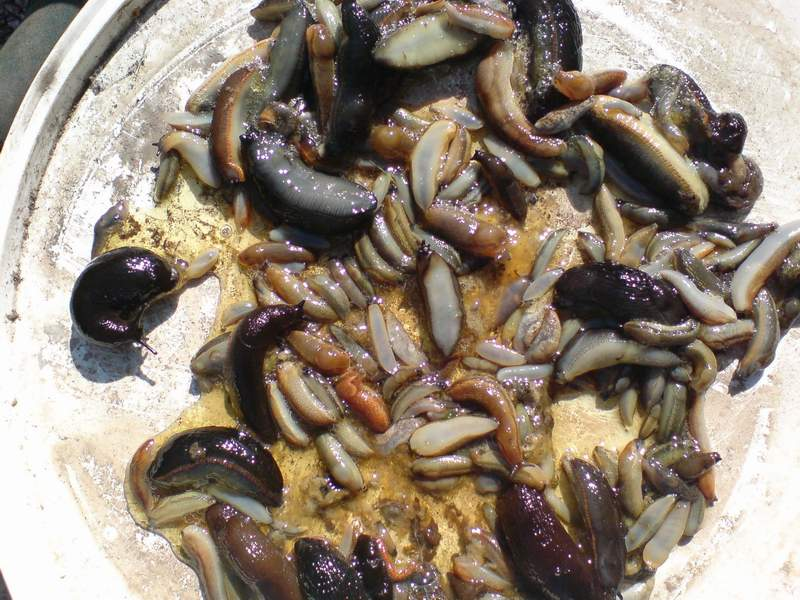
Piège à bière.

Cette méthode consiste à ramasser les limaces après un épisode pluvieux ou un arrosage, idéalement à la tombée de la nuit, du fait de l'activité nocturne des limaces. Il est recommandé d'enfiler des gants afin de se prémunir contre le mucus gluant et collant qu'elles secrètent.
- Pièges avec des tuiles ou des planches : 
  - Placer des tuiles, ou des planches légèrement surélevées, non loin du potager pour que les limaces s’y cachent la journée. Les ramasser régulièrement[21].
  - Pièges à bière

Cette méthode consiste à déposer sur le sol dans des endroits stratégiques des récipients contenant un peu de bière. L'odeur de la bière les attire et elles s'y noient. 
Méthode controversée. Ce piège fonctionne tellement bien qu'il attire également les limaces du voisinage. Il tue, certes, mais notamment des limaces qui ne seraient pas venues sans le piège. Mais, surtout, seule une partie des limaces attirées sont tuées. Un tiers, selon certaines sources•	[réf. à confirmer]
- - Plantes attractives

Les limaces peuvent être éloignées en plaçant une plante qu'elles apprécient particulièrement (consoude, œillet d'Inde, moutarde, cressons, pissenlits) qui fera qu'elles délaisseront les plantes à protéger. Cette technique de distraction est très efficace. Une même stratégie par la diversion peut être utilisé grâce à du compostage de surface (lui aussi très apprécié des gastéropodes) : l'efficacité est ici aussi très bonne•	[réf. nécessaire]. 
- Plantes répulsives

La plupart des plantes dites répulsives ont une efficacité très limitée. La bourrache serait la plante dont l'effet répulsif serait le plus remarqué. 
Le semis d'engrais verts non appétant (comme les crucifères) peut limiter leur développement.
Attention aux paillages tels que les tontes fraîches qui favorisent les limaces et escargots en maintenant les zones humides et en leur fournissant le gite et le couvert.
- Prédateurs

Les auxiliaires prédateurs des limaces et des escargots sont nombreux au jardin.
Le carabe doré et le carabe violet se nourrissent des limaces. Le hérisson et le crapaud aident aussi à la régulation de population de limaces.
Les poules et les canards sont friands des limaces.

##### Barrière physique
- Au sol

De nombreuses barrières naturelles sont citées pour barrer la route aux limaces, ou avoir un effet répulsif contre celles-ci.
Ce sont la cendre, le marc de café, les coquilles d’œufs, le sable fin, les ronces tressées, les coquillages broyés, la sciure de bois, les poils/cheveux, des douves d'eau, des herbes aromatiques, une barrière de cuivre, les bogues de châtaignes, les fougères aigles...
Il se trouve que seuls les douves d'eau, et le cuivre utilisé verticalement en taille suffisante, sont des barrières à limaces à efficacité véritable, durablement et par tout temps (temps de pluie notamment)
- Sur une paroi

Schéma d'une barrière anti-limaces et escargots.

Méthode particulièrement adaptée aux potagers en carrés légèrement surélevés. Elle est constituée d'un tasseau fixé sur chaque côté de la planche de cultures et de cornières métalliques fixées en dessous du tasseau qui peuvent être remplacées par un ruban en plastique. Le but est d'obliger les limaces à descendre pour monter dans la planche de culture, ce qu'elles sont incapables de faire.
Une alternative existe à cette barrière mécanique : un double fil conducteur entourant les bacs potager, et relié à une pile : l'efficacité est excellente, mais la pile est à changer fréquemment (les pluies créent des courts-circuits qui vident la pile)

#### Granulésmolluscicidesou «limacides»
- Orthophosphate de fer sous forme de granulés (ferramol) qui tuent les limaces en paralysant, après absorption, leurs mandibules[réf. nécessaire] ou déshydratent l'animal qui ne produit plus de mucus et va se mettre à l'abri avant de mourir. Utilisable en agriculture biologique, ils ne sont toxiques que pour les limaces et les escargots, mais ces derniers sont une source importante de nourriture pour les hérissons.

- Métaldéhyde : ces granulés permettent d'éliminer les limaces par application sur les zones infestées. Ils sont très toxiques pour l'homme ou les animaux domestiques (chats, chiens). Les limaces intoxiquées peuvent être dévorées par les hérissons qui s'empoisonnent à leur tour. Depuis les années 2010, ce pesticide est régulièrement trouvé dans l'eau distribuée au robinet de certains départements français comme en Maine-et-Loire[26].

#### Lutte biologique
- Anti-limaces à base de nématodes

Certains produits sont à base de nématodes qui parasitent et tuent les limaces comme Phasmarhabditis hermaphrodita, mais ces parasites s'attaquent aussi aux escargots dont se nourrissent les hérissons.

## Utilisations

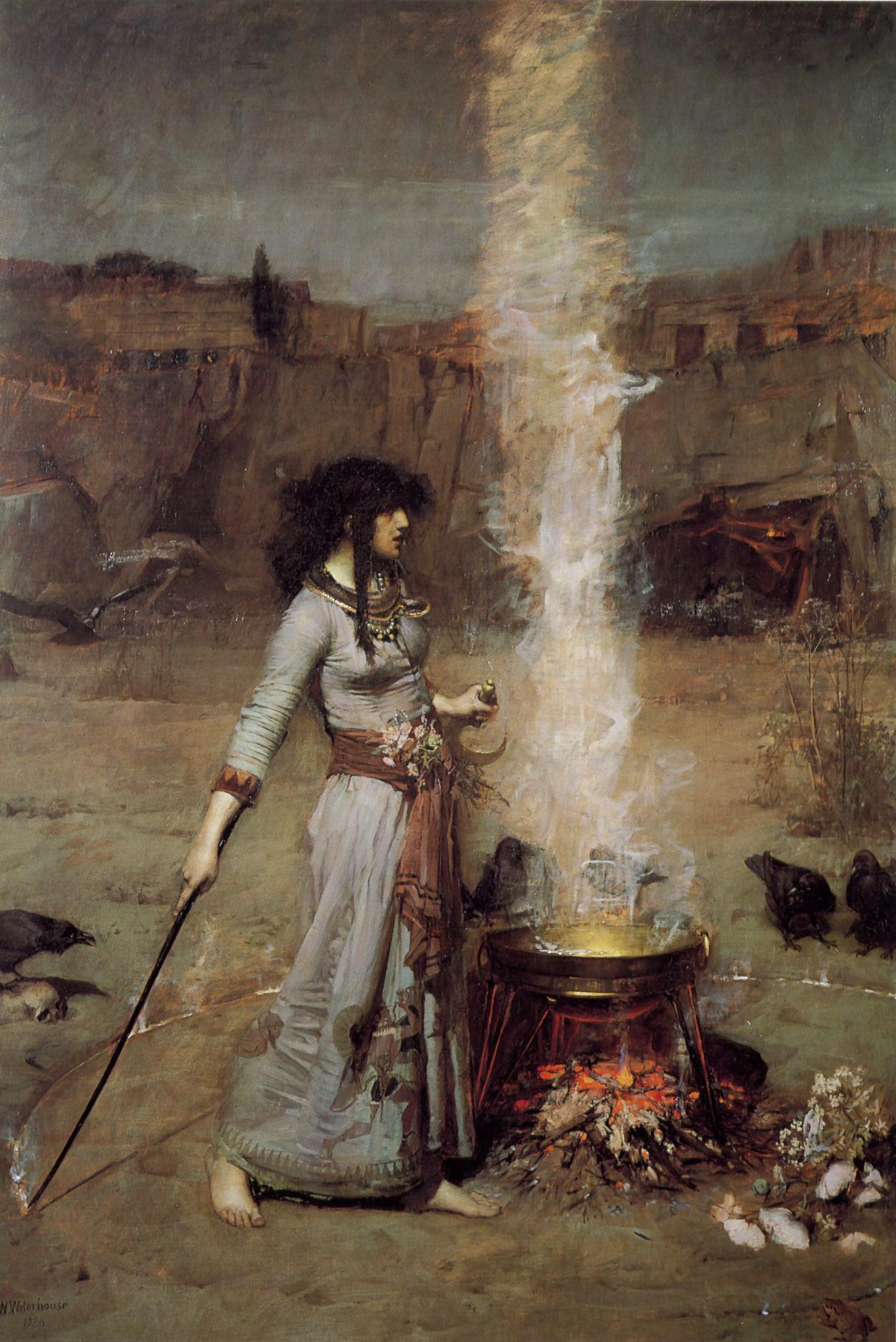
Affublé d'une mauvaise réputation, de nombreux animaux apparaissent comme un élément de préparation (cœur ou bave de crapaud, jus de limace) des potions des sorcières (Le Cercle magique de M. J.-W. Waterhouse, 1886).

### Vertus médicinales

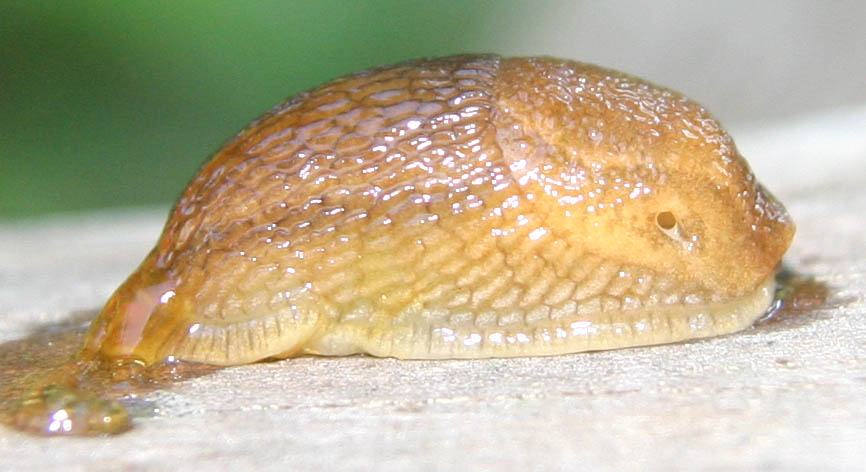
La Loche roussâtre, en se contractant, prend la forme d'une demi-sphère qui pouvait évoquer un sein.

Dans certaines provinces françaises, les jeunes filles appliquant la théorie des signatures (les loches ayant la capacité de se contracter en demi-sphère, mécanisme de défense qui les rend plus difficiles à ingérer par les prédateurs) avalaient des limaçons vivants pour acquérir une belle et volumineuse poitrine. 
L'hélicithérapie (soins à base d'escargot et de limace) faisait appel au sirop de limace pour soigner les maux de gorges et la toux. On suspendait les limaces au-dessus d'un poêle dans un sachet de lin saupoudré de sel ou de sucre, ce qui induisait une abondante sécrétion de mucus s'écoulant dans un pot en grès. Cette bave de limace était utilisée jusque dans la première moitié du XXe siècle comme sirop antitussif permettant de combattre les troubles pulmonaires, et en particulier les irritations des voies respiratoires liées aux bronchites, aux états grippaux, à la coqueluche et la tuberculose.

### Alimentation humaine
Baptiste Platine, de Crémone, en 1571, signale que l'on mange aussi parfois les limaces. Mais celles-ci peuvent être des vecteurs de maladies graves.
François Cavanna, dans son roman Les Ritals, raconte que les terrassiers associent le fait de manger des limaces à entretenir les poumons. Il existe des recettes comme la limace au sifflet (la limace est indiquée comporter une « coquille plate »), la limace à la crème.